# Морис (фильм)
«Морис» (англ. Maurice) — 
британский романтический драматический фильм 1987 года режиссёра Джеймса Айвори, снятый по мотивам одноимённого романа Э. М. Форстера 1971 года. Главные роли исполнили Джеймс Уилби (Морис), Хью Грант (Клайв) и Руперт Грейвс (Алек). Во второстепенных ролях снялись Денхолм Эллиотт, Саймон Кэллоу, Билли Уайтлоу и Бен Кингсли. Продюсером фильма выступил Исмаил Мерчант в сотрудничестве с Merchant Ivory Productions и Film Four International. 
Фильм рассказывает историю однополой любви в условиях ограничительной и репрессивной культуры эдвардианской Англии. У главного героя Мориса Холла, который учится в университете, начинается страстный роман, молодой человек пытается вписаться в чопорное британское общество и в конце концов обретает счастье со своим новым возлюбленным.

## Сюжет
Во время прогулки на продуваемом всеми ветрами пляже 11-летний школьник Морис Холл получает наставления о «священных тайнах» секса от своего учителя, который хочет объяснить растущему без отца мальчику, какие изменения произойдут с ним в период полового созревания.
Спустя годы, в 1909 году, Морис учится в Кембриджском университете, где завязывает дружбу с двумя сокурсниками: аристократичным виконтом Рисли и красивым богачом Клайвом Даремом. Клайв влюбляется в Мориса и неожиданно признаётся ему в своих чувствах. Поначалу Морис реагирует на это с ужасом, но вскоре понимает, что отвечает Клайву взаимностью. Между друзьями завязывается страстный роман, но, по настоянию Клайва, их отношения остаются платоническими. По мнению Клайва, дальнейшее развитие отношений пойдет во вред им обоим. Клайв, принадлежащий к высшему классу, имеет перспективное будущее и не хочет рисковать потерей своего социального положения. Их близкие отношения продолжаются и после того, как Мориса исключают из Кембриджа и он начинает карьеру биржевого маклера в Лондоне.
Друзья хранят свои чувства в тайне, но изрядно шокированы, когда Рисли арестовывают и приговаривают к шести месяцам каторжных работ за сексуальные домогательства к солдату. Клайв, опасаясь быть разоблаченным как гомосексуалист, расстаётся с Морисом. После возвращения из поездки в Грецию Клайв под давлением овдовевшей матери женится на наивной богатой девушке по имени Энн и обустраивает жизнь в своём загородном поместье Пендерсли.
Убитый горем Морис обращается за помощью к своему семейному врачу доктору Барри, который считает гомосексуальные наклонности Мориса «чушью». Тогда Морис обращается к доктору Ласкеру-Джонсу, который пытается «вылечить» его с помощью гипноза. Во время визитов в Пендерсли Морис привлекает внимание Алека Скаддера, младшего егеря, который вскоре должен эмигрировать вместе с братом в Аргентину. Морис не только не замечает интереса Скаддера к себе, но и поначалу относится к слуге с презрением. Это не останавливает Скаддера, который по ночам шпионит за Морисом. Дворецкий Симкокс из Пендерсли, подозревая об истинной природе отношений Мориса и Клайва, намекает Скаддеру о пристрастиях Мориса. Дождливой ночью Скаддер взбирается по лестнице и через открытое окно проникает в спальню Мориса. Скаддер целует Мориса, который застигнут врасплох, но не сопротивляется его сексуальным домогательствам.
После первой ночи, проведенной вместе, Морис получает письмо от Скаддера с предложением встретиться в лодочном домике Пендерсли. Морис ошибочно полагает, что Скаддер намерен шантажировать. Морис вновь приходит на приём к Ласкеру-Джонсу, который предупреждает Мориса, что Англия — страна, которая «всегда отказывалась принять человеческую натуру», и советует ему эмигрировать в страну, где гомосексуализм уже не считается преступлением, например, во Францию или Италию. Когда Морис не появляется в лодочном домике, Скаддер отправляется в Лондон и навещает его в офисе, чем вызывает удивление коллег Мориса.
Морис и Скаддер отправляются в Британский музей, чтобы поговорить, и недоразумение с шантажом разрешается. Морис начинает называть Скаддера по имени — Алек. Они проводят ночь вместе в гостиничном номере, а утром, уходя, Алек объясняет, что его отъезд в Аргентину не за горами и больше они не увидятся. Морис отправляется в порт, чтобы вручить Алеку прощальный подарок, но обнаруживает, что Алек опоздал на корабль. Морис отправляется в Пендерсли и признается Клайву в любви к Алеку. Клайв, надеявшийся, что Морис женится, в недоумении от рассказа Мориса о его встречах с Алеком. Друзья расстаются, и Морис отправляется в лодочный домик на поиски Алека, который ждёт его там. Скаддер сообщает ему, что послал Морису телеграмму с просьбой прийти в лодочный домик. Алек оставил свою семью и отказался от планов эмигрировать, чтобы остаться с Морисом, сказав ему: «Теперь мы никогда не расстанемся». Тем временем Клайв готовится ко сну и на мгновение вспоминает о счастливом времени с Морисом.

### Отличия от книги
- Морису в начале фильма 11 лет, а не 14, как в романе.
- В фильме пропущены практически все философские диалоги, которых много в романе.
- В фильме приятеля Клайва по имени Рисли приговаривают к шести месяцам каторги за гомосексуализм, в романе Форстера этого нет.
- В романе у Мориса тёмные волосы, в фильме же он блондин.

## В ролях
- Джеймс Уилби — Морис Холл
- Хью Грант — Клайв Дарем
- Руперт Грейвс — Алек Скаддер
- Денхолм Эллиотт — доктор Барри
- Саймон Кэллоу — мистер Дьюси
- Билли Уайтлоу — миссис Холл
- Барри Фостер[англ.] — декан Корнуоллис
- Джуди Парфитт — миссис Дарем
- Фиби Николлс[англ.] — Энн Дарем
- Бен Кингсли — Ласкер Джонс
- Патрик Годфри — Симкокс, дворецкий Даремов
- Марк Тэнди — лорд Рисли
- Китти Олдридж[англ.] — Китти Холл
- Хелена Мишел — Ада Холл
- Кэтрин Рабетт — Пиппа Дарем
- Питер Эйр — преподобный Борениус
- Орландо Уэллс — Морис в возрасте 11 лет
- Джулиан Уэдэм[англ.] — Халл
- Ричард Уорнер — судья
- Хелена Бонэм Картер — леди на матче по крикету (не указана в титрах)
- Марк Пэйтон — Чепмен
- Мэттью Сим — Фетерстонхоу

## Награды и номинации
Фильм получил следующие награды:
- 1987 — три приза Венецианского кинофестиваля: приз лучшему актёру (Джеймс Уилби и Хью Грант), приз «Серебряный лев» (Джеймс Айвори), приз «Золотая Озелла» (Ричард Роббинс за лучшую музыку).
- 1988 — номинация на премию «Оскар» за лучший дизайн костюмов (Дженни Беван, Джон Брайт).